# Chaetoscutula
Chaetoscutula — рід грибів. Назва вперше опублікована 1959 року.

## Класифікація
До роду Chaetoscutula відносять 1 вид:
- Chaetoscutula juniperi